# John Gummer
John Selwyn Gummer (ur. 26 listopada 1939 w Brompton w Londynie), brytyjski polityk, członek Partii Konserwatywnej, minister w rządach Margaret Thatcher i Johna Majora.

## Życiorys
Jest synem anglikańskiego księdza. Wykształcenie odebrał w Holy Trinity Primary School w londyńskiej dzielnicy Brompton. Następnie studiował historię w Selwyn College na Uniwersytecie Cambridge. Był przewodniczącym uniwersyteckiego Stowarzyszenia Konserwatywnego, a później przewodniczącym Cambridge Union Society. W 1962 r. Gummer został redaktorem Business Publications. W 1967 r. został specjalnym asystentem przewodniczącego BBC Publishing. W 1969 r. został koordynatorem redaktorów. Na tym stanowisku pozostał do 1970 r., kiedy to został wybrany do Izby Gmin z okręgu Lewisham West. Wcześniej próbował dwukrotnie swoich szans w okręgu Greenwich. Było to w 1964 i 1966 r.
Gummer utracił miejsce w parlamencie po wyborach w lutym 1974 r. Bez powodzenia próbował je odzyskać w wyborach w październiku tego roku. Dopiero w 1979 r. powrócił do Izby Gmin, tym razem jako reprezentant okręgu Eye. Po likwidacji tego okręgu w 1983 r. przeniósł się do okręgu Suffolk Coastal, który reprezentuje do dziś.
Podczas swojej pierwszej kadencji sprawował różne pomniejsze stanowiska w rządzie Edwarda Heatha. Został jednak wiceprzewodniczącym partii. Po reelekcji również zajmował mniej ważne stanowiska. Był lordem skarbu w latach 1981–1983, podsekretarzem stanu w ministerstwie zatrudnienia w 1983 r., ministrem stanu w tymże resorcie w 1985 r., Paymaster-General w latach 1984–1985, ministrem stanu w ministerstwie rolnictwa, rybołówstwa i żywności w latach 1985–1988 i ministrem stanu ds. samorządu lokalnego w latach 1988–1989 r. W latach 1983–1985 był również przewodniczącym Partii Konserwatywnej.
Członkiem gabinetu został dopiero w 1989 r., kiedy Margaret Thatcher powołała go na stanowisko ministra rolnictwa, rybołówstwa i żywności. Następca Thatcher, John Major, pozostawił go na tym stanowisku do 1993 r., kiedy powierzył mu kierowanie resortem środowiska. Na tym stanowisku wprowadził pierwszy w Wielkiej Brytanii podatek ekologiczny.
Po wyborczym zwycięstwie Partii Pracy w 1997 r. Gummer zasiada w tylnych ławach parlamentu. Jest przewodniczącym międzypartyjnej grupy ds. architektury i planowania. Pisuje również do Catholic Herald.
Od 1977 r. jest żonatt z Penelope Jane Gardner. Małżonkowie mieszkają razem niedaleko Debenham i mają dwóch synów (Benedicta i Felixa) oraz dwie córki (Leonorę i Cordelię). Gummer był członkiem Generalnego Synodu Kościoła Anglii, ale w 1992 r. przeszedł na katolicyzm. Jest euroentuzjastą.

## Publikacje
- When the Coloured People Come, Oldbourne, 1966, ISBN 0-356-01199-2
- To Church with Enthusiasm, 1969
- The Permissive Society: Fact or Fantasy?, Cassell, 1971, ISBN 0-304-93821-1
- The Christian Calendar, Weidenfeld & Nicolson, 1974, ISBN 0-297-76804-2 (współautor)
- Faith in Politics: Which Way Should Christians Vote?, Society for Promoting Christian Knowledge, 1987, ISBN 0-281-04299-3
- Christianity and Conservatism, 1990
- Precision Agriculture: Practical Applications of New Technologies, The International Fertiliser Society, 1998, ISBN 0-85310-062-4 (współautor)